# Patrick Head
Sir Patrick Head (Farnborough, 1946. június 5. –) brit születésű mérnök. Frank Williamssel közösen alapították meg a Williams Grand Prix Engineering csapatot. Head végül 2012-ben hagyta el a Formula–1-et és ezzel az autósportot is, a Williams Hybrid Power Limited-nél dolgozva tovább.

## Karrierje
Családi örökségként otthonról kapta az autósport szeretetét, mivel apja az ötvenes években Jaguar sportkocsikkal versenyzett. Pályája elején a Brit Haditengerészetnél helyezkedett el, majd a frissen megszerzett mérnöki diplomájával a Lola Cars-nál kezdett dolgozni. Itt kollégája volt a később szintén nevessé vált Formula–1-es konstruktőr, John Barnard. Később önállósította magát, és Formula SuperVee versenyautók motorjának a karbantartásával foglalkozott. A hetvenes évek elején már egy barátja Formula–2-es projektjén dolgozott, amely vállalkozás azonban csődbe jutott. Head ezután a Formula 5000-es autókat gyártó ausztrál Ron Tauranac alkalmazottja lett, és amikor Ron elhatározta, hogy 1974-re épít egy Formula–1-es autót, Patrick is részt vett a tervezésben. Miután ez a vállalkozás a legkevésbé sem bizonyult sikeresnek, Head visszavonult az autósporttól.
Frank Williams ekkoriban szervezte újra csapatát, és amikor a Frank Williams Racing Cars Ltd. részére keresett egy tehetséges mérnököt, Headre esett a választása, felajánlva számára a vezető tervező munkakört. Azonban nem sokkal később a kanadai olajmilliárdos, Walter Wolf felvásárolta a csapatot, Franket kirúgta, Patrick helyére pedig Harvey Postlethwaite-et ültette. Williams azonban már akkor sem adta fel, Williams Grand Prix Engineering néven újjászervezte alakulatát, és társtulajdonosként (30%-os arányban) Head is alapítója lett.

## Sikerei
És nem csak alapítója, hanem tevékeny részese is lett a diadalmenetnek. Az 1978-tól 2012-ig terjedő időszakban az FW06-ossal kezdve 31 különböző típus tervezését vezette. 437 világbajnoki futamot teljesítettek ezek az autók, 113 győzelmet (ezek közül 33 kettős diadalt) arattak, 172 további dobogós helyezést elérve. 124 alkalommal sikerült az első rajtkockába kvalifikálni őket, és 130-szor futották meg a versenyek leggyorsabb körét. Alan Jones 1980-ban, Keke Rosberg 1982-ben, Nelson Piquet 1987-ben, Nigel Mansell 1992-ben, Alain Prost 1993-ban, Damon Hill 1996-ban és Jacques Villeneuve 1997-ben lett Patrick autóival egyéni világbajnok, míg a konstruktőr-világbajnoki címet 1980-ban, 1981-ben, 1986-ban, 1987-ben, 1992-ben, 1993-ban, 1994-ben, 1996-ban és 1997-ben szerezték meg. Ezzel a Scuderia Ferrari mögött, a McLarent megelőzve másodikok a Formula–1 örökranglistáján.

## Díjak és elismerések
2015. november 17-én az angol királynő az autósportért tett szolgálatai elismeréseképpen lovaggá ütötte.